# Пеле: Рождение легенды
«Пеле: Рождение легенды» (англ. Pelé: Birth of a Legend)  — американский биографический фильм 2016 года, основанный на жизни и карьере легендарного бразильского футболиста Пеле.

## Сюжет
Сюжетная линия фильма охватывает детство будущей легенды футбола, вплоть до победы на Чемпионате мира в Швеции, когда Пеле было семнадцать лет.  Судьба Эдсона Арантиса ду Насименту не всегда была благосклонна к нему. Его отец был подающим надежды игроком, но рано получил травму и не смог добиться значительных достижений. Семья жила небогато. Несмотря на это, родители очень любили своих детей и старались сделать всё, чтобы помочь им выбиться в люди.

## В ролях
- Кевин де Паула —  Пеле с 13 до 17 лет
- Леонардо Лима Карвальо — Пеле в 10 лет
- Сеу Жоржи — Дондиньо
- Марина Нуньес — Селесте, мать Пеле
- Винсент Д’Онофрио — Висенте Феола
- Милтон Гонсалвес — Валдемар де Брито
- Диего Бонета — Жозе Альтафини
- Колм Мини — Джордж Рейнор
- Фелипе Симас  — Гарринча
- Фернандо Карузо  — Зито
- Родриго Санторо — бразильский диктор
- Пеле — чернокожий джентльмен в лобби стокгольмского отеля

## Съёмки
Основная работа над фильмом началась в Рио-де-Жанейро 30 сентября 2013 года.  Первоначально планировалось приурочить премьеру картины к старту XX чемпионата мира по футболу, но  9 февраля 2014 года было объявлено, что фильм не будет выпущен во время чемпионата мира по футболу 2014 года, потому что он находится в состоянии постпродакшна  и ведутся некоторые повторные съёмки.